# Challenger ATP Club Premium Open 1999
Il Challenger ATP Club Premium Open 1999 è stato un torneo di tennis facente parte della categoria ATP Challenger Series nell'ambito dell'ATP Challenger Series 1999. Il torneo si è giocato a Quito in Ecuador dal 6 al 12 settembre 1999 su campi in terra rossa.

## Vincitori

### Singolare
Nicolás Massú ha battuto in finale  Luis Morejon con il punteggio di 6–2, 3–6, 6–3

### Doppio
Paulo Taicher /  Andres Zingman hanno battuto in finale  Óscar Ortiz /  Marco Osorio con il punteggio di 7–5, 4–6, 7–5